# Viktoria (Schiff, 2004)
Die Viktoria ist ein 2003/04 gebautes Flusskreuzfahrtschiff, das durch den Stuttgarter Reiseveranstalter Nicko Cruises auf der Donau zwischen Passau und Ruse in Bulgarien eingesetzt wird.

## Geschichte
Die Viktoria war das fünftgebaute von insgesamt sechs fast baugleichen Fluss-Kreuzfahrtschiffen, das als Kapitalanlageprojekt von der Premicon AG bei der Nobiskrug-Schiffswerft in Rendsburg in Auftrag gegeben wurde. Das Kommanditkapital betrug rund 8 Mio. Euro – das Investitionsvolumen von Kapitalanlegern lag bei rund 7 Mio. Euro. Die Bauwerft übergab das fertiggestellte Schiff am 28. Mai 2004 in Amsterdam an den Auftraggeber, nachdem sie es von Rendsburg über die Nordsee überführt hatte. Am 2. Juni fand in Bonn die feierliche Taufe auf den Namen Viktoria statt. Die Premicon Flussreisen GmbH registrierte das Schiff unter der ENI-Nr. 04802960 mit dem Heimathafen Köln. Die Bereederung wurde am 1. Januar 2010 auf die KD Cruise Services Ltd. in Zypern, einer Unternehmenstochter der Köln-Düsseldorfer, übertragen, gleichzeitig wurde das Schiff in Valletta auf Malta registriert und erhielt die ENI-NR. 09948008. Da der Eigner für das Schiff ab Werftablieferung einen langfristigen Chartervertrag mit Phoenix Reisen abschloss, wurde sie im veranstaltertypischen weiß-türkisen Farbdesign abgeliefert. Als die Reederei einen ab 2012 laufenden Vertrag mit dem Flussreiseveranstalter Nicko Tours schloss, erhielt das Schiff eine weiße Lackierung mit blauen und orangen Farbapplikationen.

### Havarie
Am 13. April 2011 rammte die Viktoria auf dem Kraftwerkskanal im slowakischen Gabčíkovo das mit Mais voll beladene Gütermotorschiff Bavaria 52 in der Schiffsmitte. Infolge der Beschädigung sank das Frachtschiff, die Viktoria wurde am Bug beschädigt. Die Besatzung des Frachters sowie Passagiere und Personal des Fahrgastschiffs blieben unverletzt. Nachdem die Viktoria in der ÖSWAG-Werft in Linz einen neuen Bug erhalten hatte, konnte sie ab dem 25. April wieder eingesetzt werden.

## Ausstattung

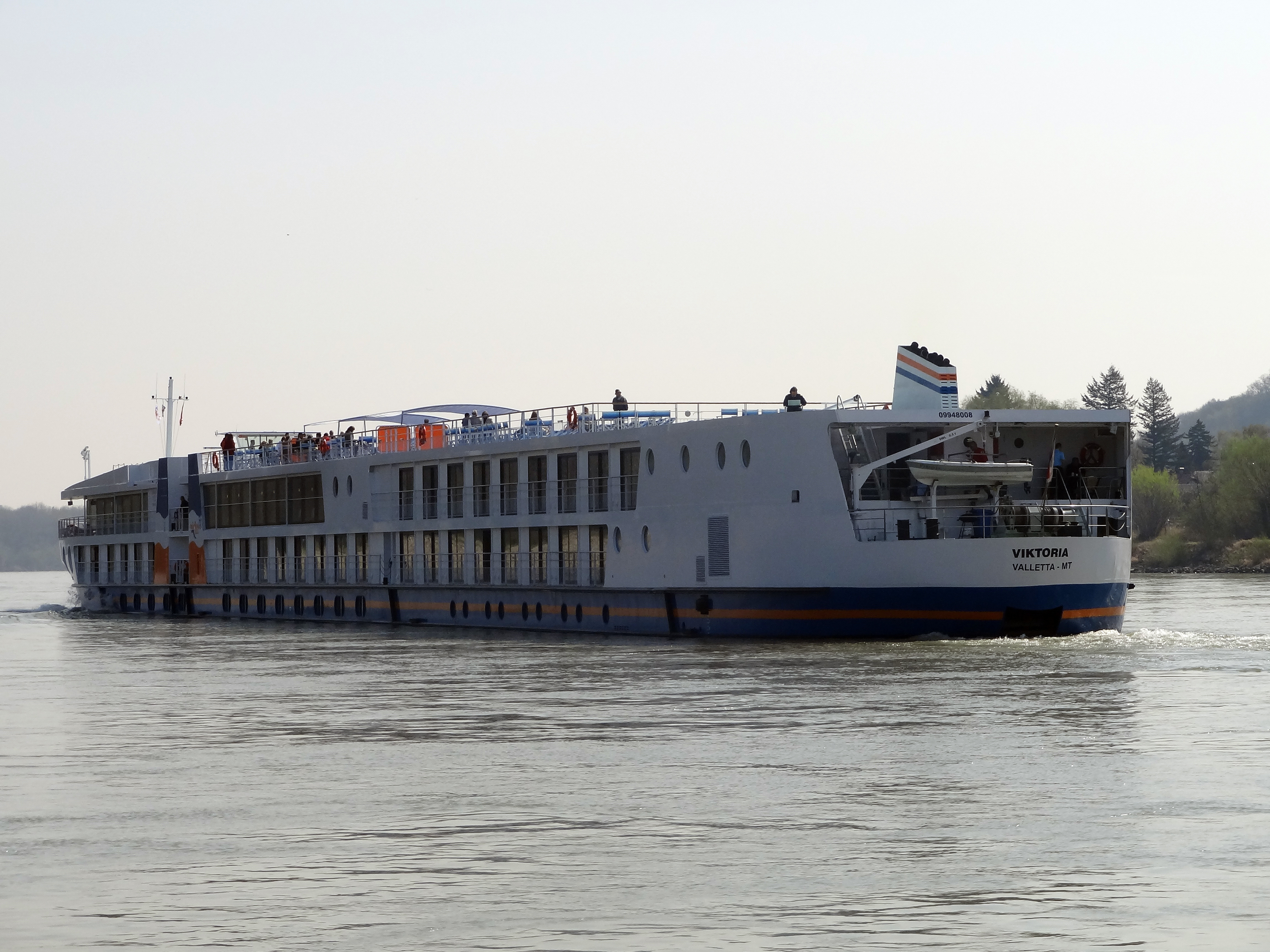
Heckansicht

Die Viktoria ist ein Vierdeck-Kabinenschiff der 4-Sterne-Kategorie mit 90 Doppelkabinen à 16 m². Die zur Geräuschdämmung mit Doppelwänden voneinander getrennten Kabinen sind klimatisiert und sind jeweils mit Radio, Sat-TV, Minibar, Safe und Telefon ausgestattet. Die Kabinen des Haupt- und Oberdecks haben einen französischen Balkon, im Unterdeck lassen sich die Fenster aus Sicherheitsgründen nicht öffnen. Die Decks wurden mit Begriffen aus der Astronomie bezeichnet. Das Unterdeck wurde Neptundeck benannt, das Hauptdeck wird als Saturndeck und das Oberdeck als Oriondeck bezeichnet.
Hinter dem Bugstrahlruderraum im Neptundeck liegen 28 Fahrgastkabinen, denen sich ein Treppenaufgang zum Saturndeck anschließt. Im Hinterschiff befinden sich Versorgungs- und Lagerräume sowie die Mannschaftskabinen. Das Saturndeck verfügt am Bug über ein Freideck, das als Ruhefläche von den Gästen des dahinter liegenden Wellnessbereichs genutzt wird. Diesem schließen sich 44 Kabinen an, die durch die Eingangshalle getrennt in Bereiche von 12 und von 32 Einheiten aufgeteilt sind. Im Oriondeck befindet sich am Bug die Aussichtslounge, in der eine Bar und eine Bibliothek eingerichtet wurden. Im Mittelschiff liegt das Restaurant mit 180 Plätzen, dem sich achtern die Küche sowie 18 Kabinen anschließen. Auf dem hinter dem Führerhaus beginnenden Sonnendeck stehen den Fahrgästen Liegestühle und Sitzgruppen zur Verfügung. Die Viktoria trägt die für Phoenix-Schiffe typische weiße Lackierung mit türkisfarbenen Streifen. Der Innenraum ist in verschiedenen Brauntönen gestaltet worden. Das Schiff verfügt über keine Aufzüge oder Treppenlifte und ist deshalb für gehbehinderte Fahrgäste nicht geeignet.

## Einzelnachweise

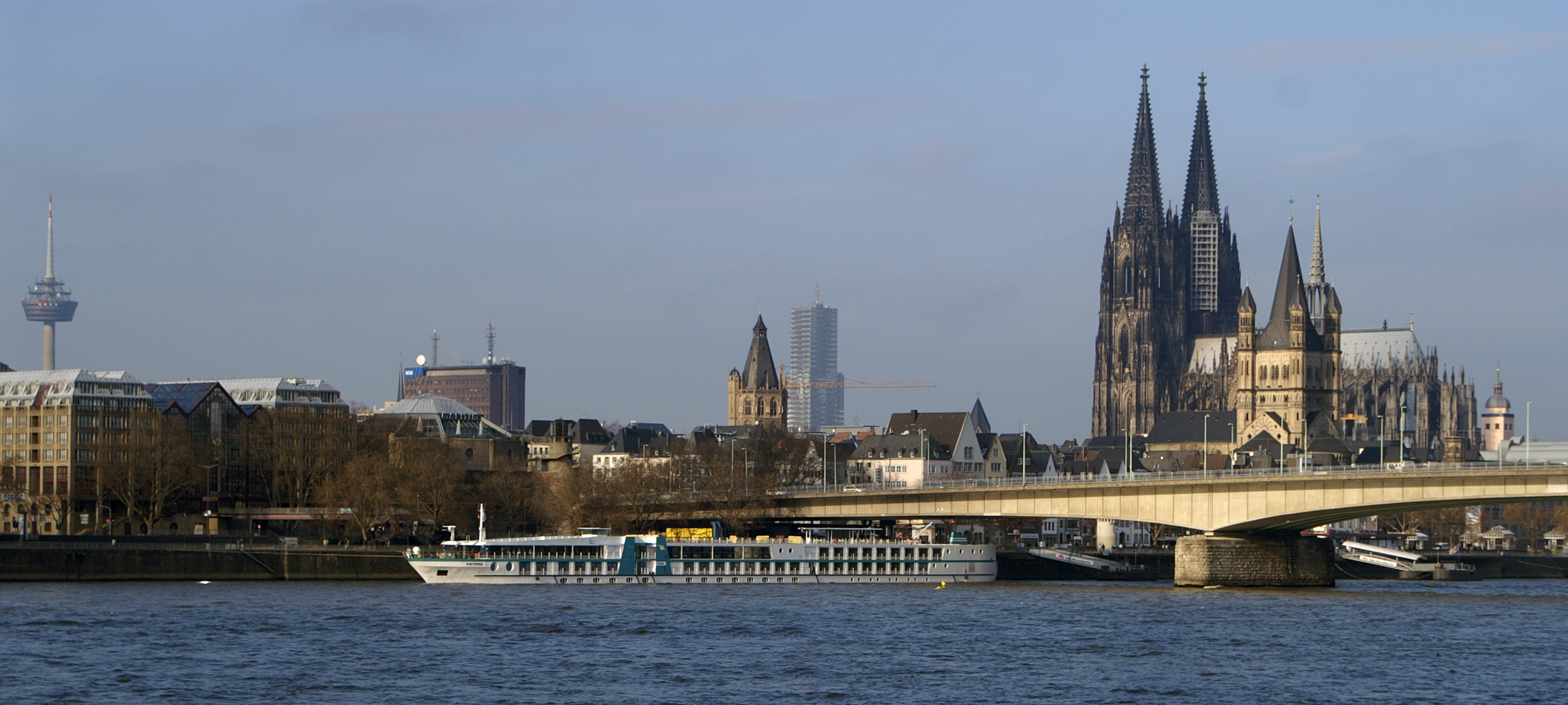
Die Viktoria mit alter Lackierung am Liegeplatz Deutzer Brücke in Köln

## Technik
Das Schiff wird von zwei 16-Zylinder-Dieselmotoren à 800 kW des Typs MTU-16V 2000 M60 über zwei Schottel-Ruderpropeller angetrieben, zusätzlich verfügt sie über ein Bugstrahlruder. Das Schiff ist 127,70 m lang und 11,40 m breit. Der Tiefgang wird bei Normallast mit 1,50 m und bei Volllast mit 2,05 m angegeben.